# Johanna Klein
Johanna Klein (* um 1994 in Rüsselsheim) ist eine deutsche Jazzmusikerin (Altsaxophon, auch Gesang, Komposition).

## Leben und Wirken
Klein wuchs in Bauschheim auf. Schon als Schülerin kam sie mit Jazz in Kontakt; sie sang und spielte Saxophon in der IKS Big Band der Immanuel-Kant-Schule. Sie wurde auch Mitglied im Landesjugendjazzorchester Hessen unter Leitung von Wolfgang Diefenbach, mit dem sie 2014 als Solistin beim Hessentag auftrat. Zum Studium zog sie 2014 nach Köln, wo sie an der Hochschule für Musik und Tanz bei Niels Klein, Roger Hanschel und Claudius Valk den Bachelor- und  Masterstudiengang Jazz absolvierte.
2018 gründete sie ihr Johanna Klein Quartett, mit dem sie im Spannungsfeld zwischen Modern Jazz und freier Improvisation arbeitet und auch international auf Tournee war. Mit diesem Quartett, zu dem Leo Engels an der Gitarre, Nicolai Amrehn am Kontrabass und Jan Philipp am Schlagzeug gehören, gewann sie 2019 den jazz@undesigned Preis. 2020 wurde sie Stipendiatin des Ministeriums für Kultur und Wissenschaft des Landes NRW. 2021 erschien bei Berthold Records ihr Album Cosmos, das mit seinen „ausbalancierten musikalischen Erzählungen“ (BR-Klassik) gute Kritiken erhielt. Im Quartett Der grüne Salon interpretiert sie mit Christina Schamei gesellschaftskritische Lieder von Brecht und anderen deutschsprachigen Künstlern. Sie ist auch auf Gianni Brezzos Album The Awakening zu hören.